# Église Notre-Dame-du-Sou de Saint-Paul
L'église Notre-Dame-du-Sou de Saint-Paul, également appelée chapelle Saint-Paul, est une église catholique située dans le département français du Rhône, sur la commune de Lacenas, dans le hameau éponyme de Saint-Paul.

## Description
L'église Notre-Dame-du-Sou du hameau de Saint-Paul date de la deuxième moitié du XIIe siècle et a été rénovée au XVIe siècle. Les meurtrières au dessus de la nef laissent supposer que cette église était fortifiée. La façade est ornée d'arcs aveugles très fréquents à l'époque romane et le clocher a sans doute été reconstruit au XIVe siècle. Des fenêtres à colonnettes géminées se trouvent sur chaque de ses faces et à chaque angle, on peut observer des têtes bifaces grimaçantes.
Le portail et les consoles sculptées du chœur datent du XVe siècle et sont de style flamboyant. L'abside en cul-de-four est éclairée par deux fenêtres, celle au nord est aveugle pour se protéger du froid.
Elle est décorée de peintures murales. L'église et son décor intérieur ont été inscrits monument historique le 6 février 1981. Les fonts baptismaux ont la forme d'une cuve circulaire sculptée datant du XIIe siècle ornée de petits masques naïfs. Ils sont aussi inscrits  monument historique depuis 1942.
Cette église était un lieu de pèlerinage, le 3 février pour célébrer Saint Blaise, protecteur du bétail et le 25 janvier, jour de la conversion de Saint Paul.

## Peintures murales

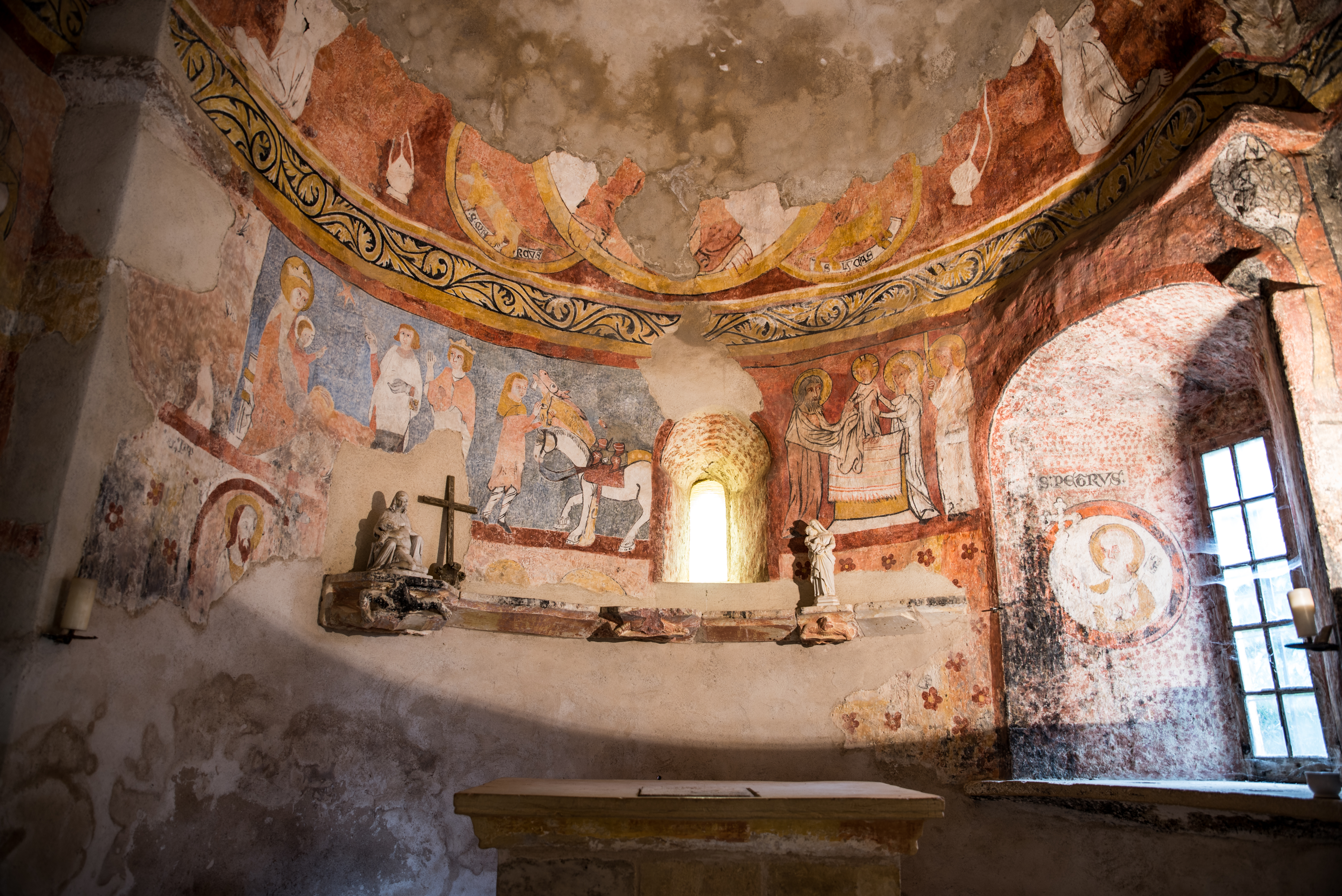
Abside

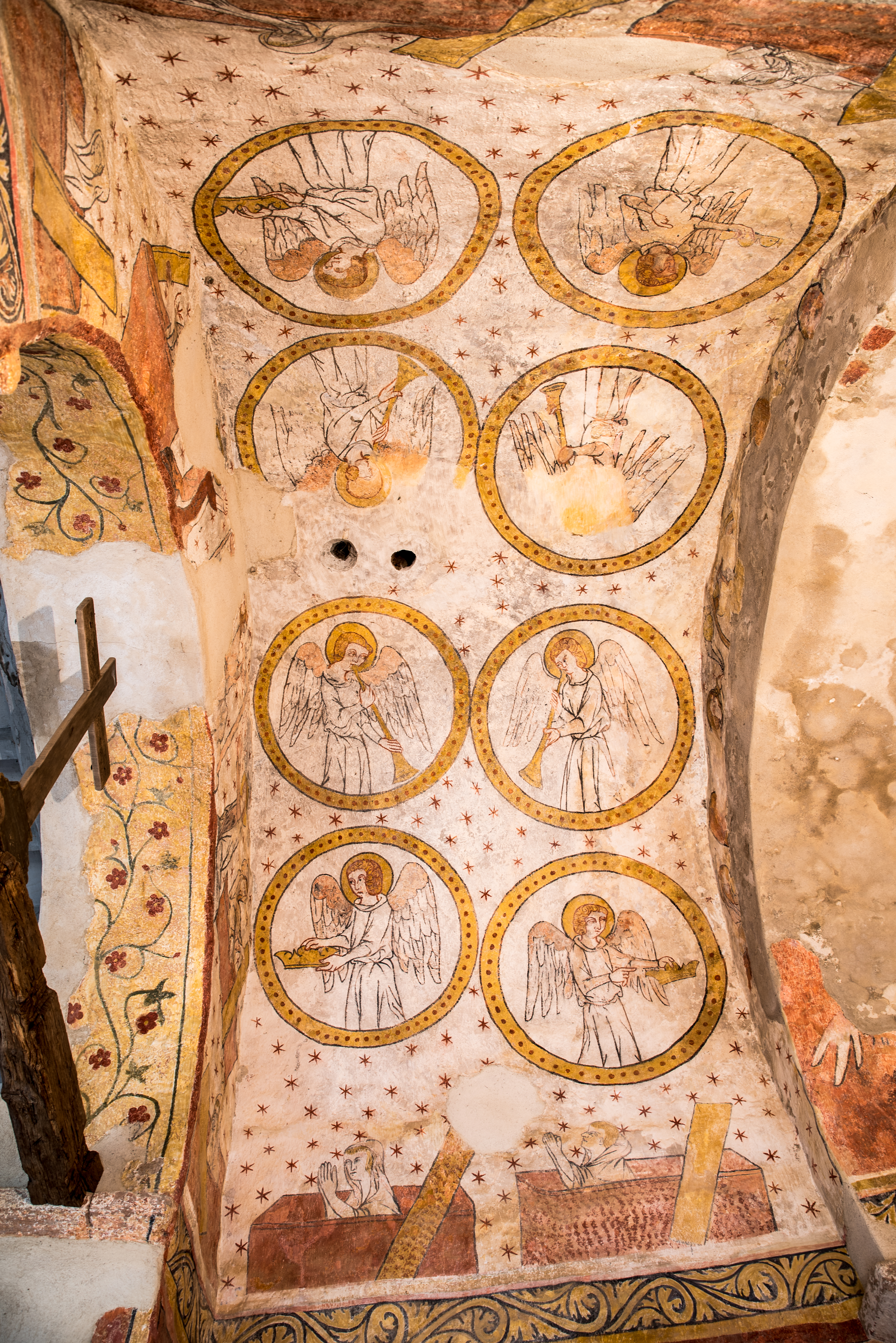
Voute du choeur

Lors de la rénovation de 1979, des peintures murales ont été découvertes et ont été rénovées entre 1980 et 1982. La date de leur création est incertaine, on suppose qu'elles datent de la fin du XIIIe siècle ou du début du XIVe siècle. Les thèmes iconographiques sont les suivants : l'enfance du Christ, le jugement dernier, et des têtes d'apôtres peints dans des médaillons. Dans l'abside, le Christ était représenté entouré des quatre symboles des Évangélistes, mais aujourd'hui seule subsiste la partie inférieure de la composition.
En ce qui concerne l'enfance du Christ, dans le chœur et dans l'abside, sont représentées de gauche à droite : l'annonciation, la nativité, l'adoration des bergers, et ensuite l'adoration des Mages. Suivent la toilette de l'enfant, le massacre des innocents, la fuite en Égypte et l'enfance du Christ. 
Le jugement dernier est présidé par le Christ alors qu'il est entouré par la Vierge et Saint Jean. Sur la voûte, des anges jouent de la trompette et l'on peut observer des morts qui sortent de leur tombeau.
Sous les scènes de l'enfance du Christ, des médaillons représentent quelques apôtres. Seuls subsistent saint Luc, saint Paul et saint Jean l’Évangéliste.
Dans l'abside, entourant le Christ, on retrouve les médaillons représentant les évangélistes représentés sous leur forme symbolique : saint Luc en taureau, saint Marc en lion, saint Matthieu en homme et Saint Jean en aigle.
Une litre funéraire peinte en honneur de la famille Gaspard, bienfaitrice de la chapelle, prouve que certains membres de la famille y ont été enterrés. Pour preuve, on y trouve également leur blason. 

## Pierre d'angle striée

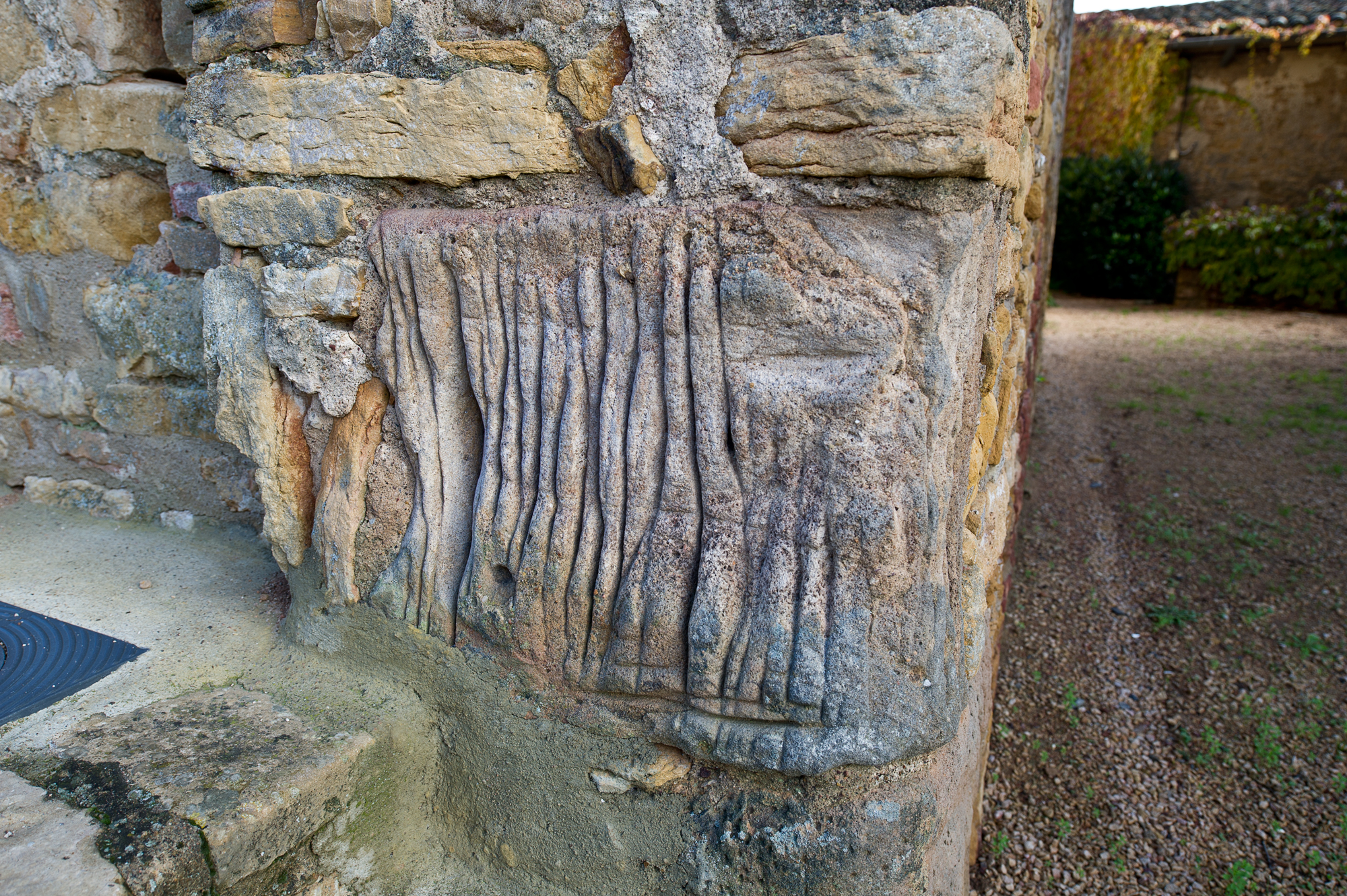
Pierre d'angle striée

Sur une pierre d'angle se trouvent des stries et des cupules. Les croyants et les pèlerins récupéraient un peu de poudre en grattant cette pierre, soit pour solliciter la protection du saint, soit pour en faire un objet de talisman protecteur, soit pour la mélanger avec les aliments donnés aux malades. Avec ou sans eau, pouvant être accompagné de plantes, cette poudre était censée les guérir. Ces poussières prélevées sur les églises servaient à transmettre le sacré au-delà des murs physiques du lieu.